# Marianne Odette Bibalou Bounda
Marianne Odette Bibalou Bounda ist eine gabunische Diplomatin. Sie wurde im Februar 2019 Botschafterin ihres Landes in Berlin.

## Werdegang
Marianne Odette Bibalou Bounda absolvierte ein Masterstudium (Englisch und Spanisch) an der Université Omar Bongo in Libreville und erhielt Diplome der gabunischen Verwaltungshochschule sowie der Escuela Diplomática de Madrid.
Bibalou Bounda ist Berufsdiplomatin und war von 1994 bis 2000 erste Botschaftsrätin und 1995 Geschäftsträgerin ad interim an der gabunischen Botschaft in Ägypten. Im gleichen Rang wechselte sie 2000 an die Botschaft in Madrid. Von 2004 bis 2005 diente sie Jean Ping als stellvertretende Kabinettschefin während der 59. Tagung der Generalversammlung der Vereinten Nationen. Anschließend übernahm sie bis 2009 die Stellvertretung des Ständigen Vertreters bei der Weltorganisation für Tourismus (UNWTO) in Madrid, wo sie auch mit Konsularaufgaben betraut war.
Bibalou Bounda ging 2009 als Stellvertreterin des Ständigen Vertreters zu den Vereinten Nationen in New York, wo sie ad interim 2014 Geschäftsträgerin wurde. Im Jahr 2015 wechselte sie als Ständige Vertreterin Gabuns zu den Vereinten Nationen in Genf und im folgenden Jahr zu Vereinten Nationen in Wien.
Marianne Odette Bibalou Bounda wurde am 8. Februar 2019 als Nachfolgerin von Jean Marie Maguena zur außerordentlichen und bevollmächtigten Botschafterin der Gabunischen Republik in Deutschland akkreditiert. Im Januar 2025 wurde sie von Johanna Rose Mamiaka abgelöst.
Bibalou Bounda spricht Französisch, Englisch und Spanisch. Sie ist verheiratet und hat drei Kinder.